# Islamisches Kulturzentrum Wolfsburg

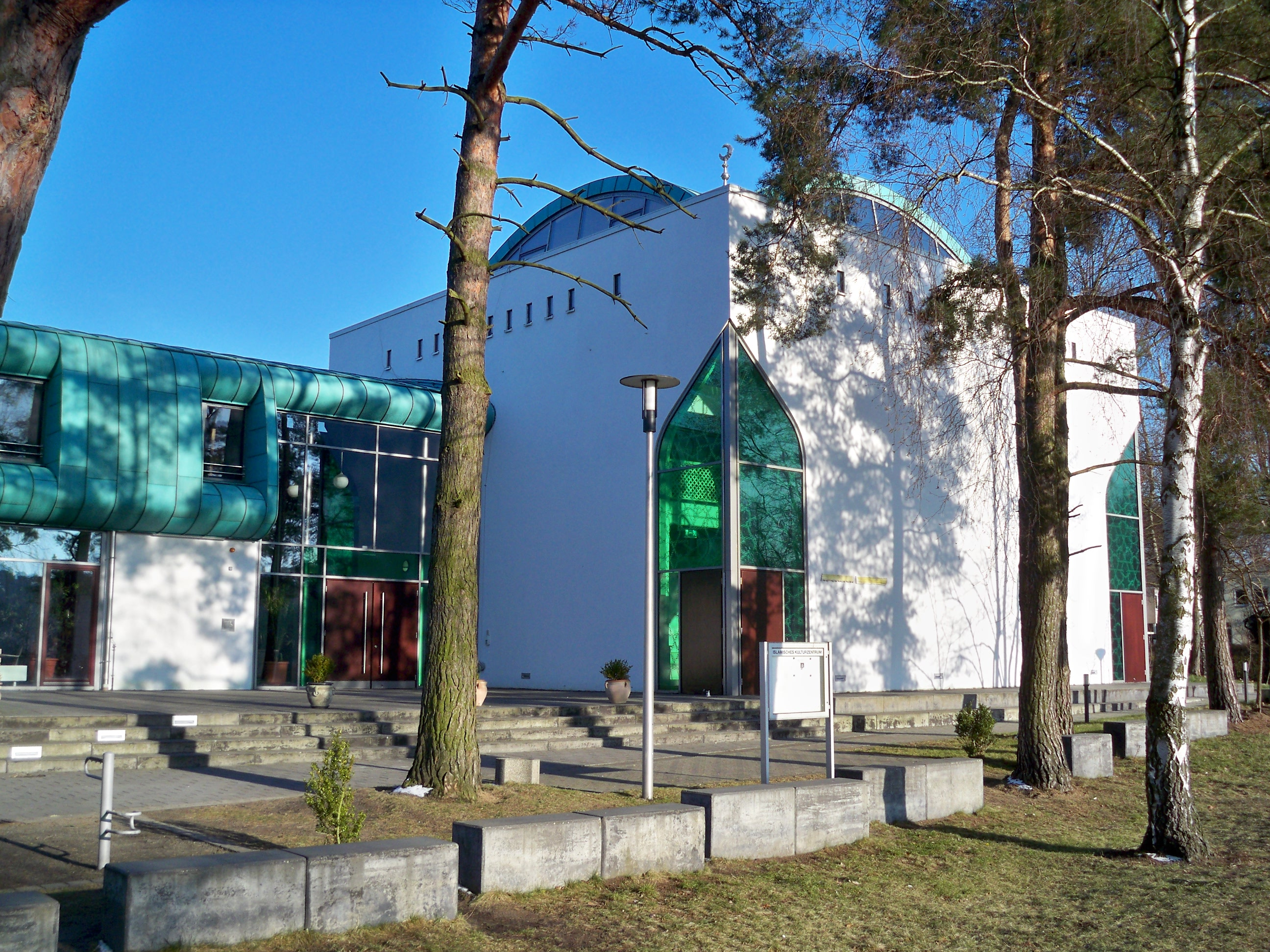
Die Al-Salam-Moschee des Islamischen Kulturzentrums, Blick von Westen

Das Islamische Kulturzentrum Wolfsburg mit der Al-Salam-Moschee (etwa: „Friedensmoschee“) ist ein Zentrum des Islam in der niedersächsischen Stadt Wolfsburg. 

## Lage
Das Gebäude liegt gut erreichbar am Berliner Ring in einem Grüngebiet im Stadtteil Steimker Berg unweit der Innenstadt. Westlich liegt das Naherholungsgebiet Hasselbachtal.

## Geschichte

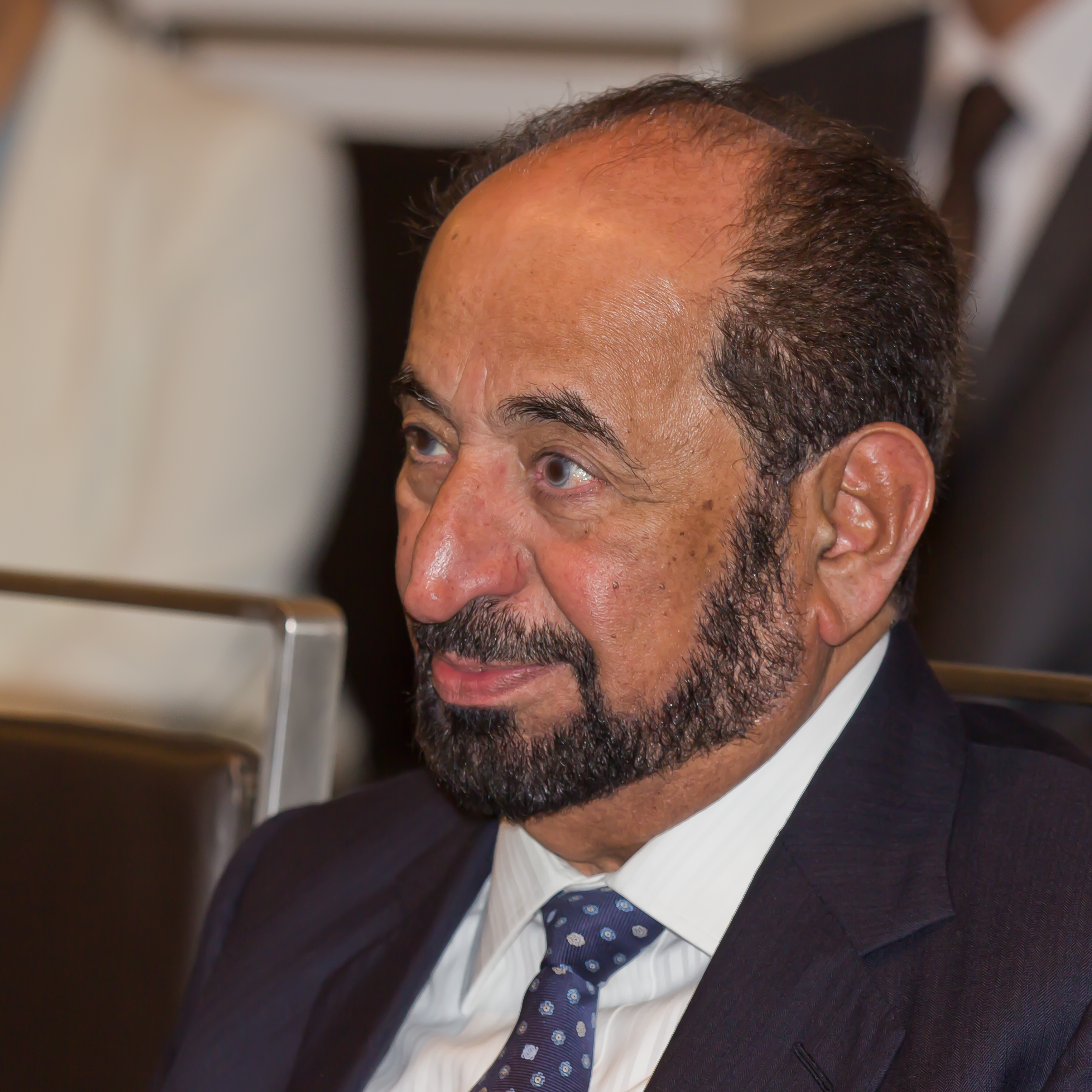
al-Qasimi (2014)

1978 wurde der Islamische Verein Wolfsburg gegründet, der vor allem die zahlreichen Tunesier in der Stadt vertreten sollte. Das Freitagsgebet konnte somit regelmäßig abgehalten werden, eine eigene Moschee war jedoch nicht vorhanden. Pläne, die Moschee in den Stadtteilen Laagberg oder Köhlerberg anzusiedeln, scheiterten jeweils am Widerstand von Anwohnern. 2004 pachtete der Verein ein 3000 Quadratmeter großes Grundstück nahe der Straße Berliner Ring, in dessen Nähe keine Wohnsiedlungen liegen. Im selben Jahr war Baubeginn. Hauptgeldgeber war der Emir von Schardscha, Sultan bin Mohamed al-Qasimi, der Entwurf stammt vom Wolfsburger Architekturbüro Koller-Heitmann-Schütz (khs). im Juni 2006 wurde das Haus im Beisein al-Qasimis und des Wolfsburger Oberbürgermeisters Rolf Schnellecke eingeweiht.

## Architektur und Nutzung
Das Islamische Kulturzentrum Wolfsburg zeichnet sich von außen durch eine kontrastreiche grün-weiße Farbgebung und das Fehlen eines Minaretts aus. Die grüne Farbe wird durch patiniertes Kupfer erzeugt. 
Das Kernstück des Islamischen Kulturzentrums ist die Al-Salam-Moschee, deren quadratischer Grundriss 16 Meter lang ist. Darüber erhebt sich die Moschee annähernd würfelförmig und ist von einer Kuppel bedeckt, die von einem Mondsichelsymbol gekrönt wird. Der Gebetsraum ist weiß gestrichen und mit grün-weißem Teppichboden ausgelegt. Durch große, grün getönte Eckfenster sowie Oberlichter gelangt Tageslicht in die Moschee. Das Erdgeschoss ist Männern vorbehalten, für Frauen gibt es eine Empore. In der Mitte der nach Mekka zeigenden Seite der Moschee, der Qibla, gibt es eine Mihrāb mit Randdekoration; über der Gebetsnische hängt ein Koranspruch an der Wand. Der obere Teil der Mihrāb ist außen golden. Ein hölzerner, dreistufiger Minbar steht rechts neben der Nische, dazwischen hängt an der Wand eine Uhr. 
Zur Stadt hin schließen sich die Räume des Kulturzentrums an, dessen Obergeschoss mit Kupfer verkleidet ist. Es gibt einen Versammlungsraum, einen Computerraum, eine Verkaufsstelle sowie ein Café und Restaurant, außerdem Wohnungen für Imam und Hausmeister. Rund 1500 Muslime aus dem Raum Wolfsburg nutzen die Moschee.
Das Freitagsgebet mit einer Predigt wird in deutscher und arabischer Sprache abgehalten. Islamische Festtage werden im Kulturzentrum begangen. Ferner gibt es Koranunterricht und am Wochenende Unterricht in Arabisch und Religion.
Für Nicht-Muslime werden Dialoge und Führungen angeboten.

## Sonstiges
Die Türkisch-Islamische Union der Anstalt für Religion unterhält in Wolfsburg die Eyüp-Sultan-Moschee im Norden der Stadtmitte, die jedoch kein eigenständiges Gebäude ist.